# 로렌조 라마스
로렌조 라마스(Lorenzo Lamas, 1958년 1월 20일 ~ )는 미국의 배우이다.

## 출연 작품
- 보더크로스 (2017)
- 블리치 (2016)
- 리틀 크리스마스 비즈니스 (2013)
- 바이크 캅스 반 누이스 (2013)
- 리턴 투 벤전스 (2012)
- 랩터 랜치 (2012)
- 백스탭버 (2011)
- 렛 로렌조 (2011)
- 멕시칸 골드 (2009)
- 빅 타임 러쉬 시즌1 (2009)
- 메가 샤크 Vs. 자이언트 옥토퍼스 (2009)
- 서큐버스: 헬 벤트 (2007)
- 해저 3만리 (2007)
- 트롤 (2005)
- 더 노웨어 맨 (2005)
- 리썰 (2005)
- 모토크로스 키즈 (2004)
- 라틴 드래곤 (2004)
- 랩터 아일랜드 (2004)
- 언씬 이블 2 (2004)
- 딥 이블 (2004)
- 다크 워터 (2003)
- 파라다이스 바이러스 (2003)
- 래피드 익스체인지 (2003)
- 호프 랜치 (2002)
- 임모탈 (2000)
- 뮤즈(영어판) (1999)
- 적색지대 (1998)
- 언더커렌트 (1998)
- 더 레이지 (1997)
- 블랙 돈 (1997)
- 죽음의 마스크 (1996)
- 사이버텍 PD (1996, Terminal Justice)
- 스피더 (1994)
- 글래디에이터 미션 (1994)
- 미드나잇 맨 (1994)
- 스톤 데드 (1994)
- CIA 암호명 알렉사 2 (1993)
- 트랙커 (1993)
- CIA 암호명 알렉사 (1992)
- 파이널 임팩트 (1992)
- 스네이크 이터 3 (1992)
- 어둠의 전사 (1991, Night of the Warrior)
- 크래크 (1991)
- 스네이크 이터 2 (1991)
- 스네이크 이터 (1989)
- 보디 록 (1984)
- 틸트 (1979)
- 테이크 다운 (1978)
- 그리스 (1978)
- 100정의 라이플 (1969)

### 텔레비전
- 사랑의 유람선 (1980-86)
- 레니게이드 (1992-97)
- 더 데일리 쇼 (1998-2007) - 본인
- 더 볼드 앤 더 뷰티풀 (2004-06)